# Porpax ustulata
Porpax ustulata är en orkidéart som först beskrevs av C.S.P.Parish och Heinrich Gustav Reichenbach, och fick sitt nu gällande namn av Robert Allen Rolfe. Porpax ustulata ingår i släktet Porpax och familjen orkidéer. Inga underarter finns listade i Catalogue of Life.